# Jenis av Rana
Jenis Kristjan av Rana, né le 7 janvier 1953 à Trongisvágur, est un homme politique et médecin féroïen.

## Biographie
Député au Løgting, le parlement féroïen, depuis 1994, il est également président du Parti du centre de 1994 à 1997, puis à nouveau depuis 2001. Il est ministre des Affaires étrangères du 16 septembre 2019 au 8 novembre 2022 dans le gouvernement du Premier ministre Bárður á Steig Nielsen.